# Maldive
Le Maldive, ufficialmente Repubblica delle Maldive (in maldiviano: ދިވެހިރާއްޖޭގެ ޖުމްހޫރިއްޔާ), sono uno Stato insulare dell'Asia meridionale di 529 414 abitanti composto da un gruppo di atolli situati nell'oceano Indiano a sud-ovest dell'India. La costa orientale dell'arcipelago costituisce il confine occidentale del mar delle Laccadive.

## Storia

### Origini e conquista musulmana
I reperti archeologici ritrovati alle Maldive sono stati tutti datati a epoche successive al 1500 a.C.; si ritiene infatti che in precedenza l'arcipelago fosse disabitato. La popolazione attuale discende da popoli di religione buddhista migrati dall'India meridionale e dallo Sri Lanka intorno ai secoli IV e V.
Quando gli Arabi iniziarono a percorrere frequentemente le rotte commerciali verso il Sud-est asiatico, le Maldive divennero un importante punto di scalo. I commercianti arabi esercitarono una forte influenza culturale sulla popolazione locale, che a partire dall'XI secolo si convertì gradualmente all'islam. Nel 1153 le Maldive divennero un sultanato. Una revisione della costituzione del 2008 stabilisce che "un non-musulmano non può diventare cittadino delle Maldive." (Art. 9, Sez. D).

### Il periodo coloniale
Nel XVI secolo le potenze europee iniziarono a minacciare le Maldive. I primi a conquistare l'arcipelago furono i portoghesi, che vi crearono un insediamento nel 1558. Questi furono però cacciati nel 1573 dai Devehi guidati da Muhammad Thakurufar Al-Azam e il sultanato riacquistò la sua indipendenza. Alla metà del XVII secolo gli olandesi, insediatisi a Ceylon, stabilirono sulle Maldive un'egemonia commerciale fino al 1796, quando si ritirarono da Ceylon cedendola ai britannici. Il sultanato delle Maldive rimase comunque indipendente fino al 1887, anno in cui esso fu dichiarato protettorato britannico.

### L'indipendenza
Durante la seconda guerra mondiale le Maldive rappresentarono un possedimento strategico per la marina britannica. Negli anni successivi alla guerra, la vita politica e sociale del sultanato fu sostanzialmente stabile, fatta eccezione per un fallito tentativo di instaurazione del sistema repubblicano nel 1953. Nei primi anni sessanta si formò uno Stato separatista: la Repubblica Unita delle Suvadive. La neo repubblica comprendeva le isole più meridionali dell'arcipelago, a sud dell'One and Half Degree Channel, e cioè gli atolli di Suradiva, Addu e Gan più una serie di isolotti minori. La Repubblica fu riassorbita nel 1963 e scomparve.
L'indipendenza dal Regno Unito fu sancita il 26 luglio 1965; nel 1968, il sultanato divenne una Repubblica presidenziale. Dal 1978 al 2008 il presidente è stato Maumoon Abdul Gayoom; egli ha governato il paese in modo totalitario, esercitando un rigoroso controllo dei mezzi di informazione e impedendo di fatto l'esistenza di un movimento di opposizione. Gayoom denunciò due abortiti tentativi di colpo di Stato per spodestarlo, nel 1980 e nel 1983. Il 3 novembre 1988 un gruppo di suoi oppositori politici, spalleggiati da mercenari tamil del People's Liberation Organisation of Tamil Eelam, mise in atto un tentativo di golpe impossessandosi della capitale Malé; Gayoom richiese assistenza militare all'estero, e con l'operazione Cactus un contingente di truppe scelte dell'esercito indiano fu inviato dal primo ministro Rajiv Gandhi a ristabilire l'ordine nell'arcipelago: i mercenari furono rapidamente sconfitti e Gayoom reintegrato nelle sue piene funzioni.
Nel luglio del 2003 Amnesty International ha pubblicato un rapporto sulle violazioni dei diritti umani perpetrate dal regime del presidente Gayoom; esso cita casi di maltrattamenti nelle carceri maldiviane, imprigionamenti di giornalisti e politici dell'opposizione e sviluppo di numerose carceri negli atolli più distanti. Nel settembre dello stesso anno, in seguito al decesso di tre carcerati, vi sono state alcune manifestazioni. Il presidente Gayoom ha annunciato lo studio di riforme del sistema giudiziario e dei poteri del parlamento. Nell'agosto 2004 vi è stata un'imponente manifestazione a Malé per chiedere il rilascio dei prigionieri politici e una riforma del sistema politico. La manifestazione è stata dispersa dalle forze dell'ordine e nel Paese è stato dichiarato lo stato di emergenza; in seguito a queste vicende si sono accese altre manifestazioni contro il regime che, secondo l'opposizione esiliata all'estero, hanno portato a ulteriori arresti di massa.
Ciononostante parte della popolazione maldiviana riteneva che il progresso raggiunto dall'arcipelago negli ultimi due decenni sia merito del presidente Gayoom. Nel 2008 vi fu una transizione, in parte pilotata dallo stesso Gayoom (che nel 2000 aveva garantito le prime elezioni parzialmente libere), alla democrazia plurale, sebbene la costituzione garantisse i vecchi esponenti del regime e una sostanziale mancanza di libertà di culto. Nel 2008 il partito democratico delle Maldive prese il potere e tentò di modernizzare le isole in senso liberale e liberista, senza però fare i conti con il trentennio di dittatura precedente, né incarcerando o processando Gayoom e i suoi uomini. In compenso varò diverse riforme sulla libertà d'espressione, il rispetto dei diritti umani, la riforma del sistema carcerario, la libertà di riunione ecc.
Presidente divenne un oppositore di lungo corso di Gayoom, l'avvocato e giornalista Mohamed Nasheed (è stato incarcerato per reati d'opinione a singhiozzo tra il 1990 e il 1998, dopo aver denunciato in alcuni articoli giornalistici gli scandali del regime e le elezioni truffa del 1989), fu eletto parlamentare nel 2000 (prima della liberalizzazione dei partiti politici), ma immediatamente dopo nuovamente incarcerato con vari pretesti fino al 2003, quando, uscito di prigione, entrò nel partito democratico (che non era ancora ammesso dal regime), anche se fu costretto a un breve esilio in Gran Bretagna. Rientrò nell'arcipelago nel 2005, quando il partito democratico venne riconosciuto dal governo, impegnato in una lenta e titubante transizione verso la democrazia. Nel 2005 il partito democratico, ormai guidato da Mohamed Nasheed ha organizzato alcune grandi manifestazioni contro il regime, cui il governo rispose con l'incarcerazione di molti dirigenti (ufficialmente "per proteggere la loro incolumità"), mentre Mohamed Nasheed fu accusato di terrorismo e posto nuovamente in isolamento.
Scarcerato nel 2007 poté concorrere alle elezioni del 2008, che vinse a capo di un'eterogenea coalizione che raggruppava tutti i partiti d'opposizione "storici", ovvero il Gaumee Party (centro), il Jumhoory Party, l'Adhaalath Party, (partito islamico), il Social Democratic Party e il Gaumee Ithihaad (centro, nato da una scissione dell'ala moderata del partito democratico), ottenendo il 54% dei voti. La coalizione si è però sciolta nel corso dei successivi due anni, sia per questioni inerenti alle politiche sociali (sottovalutate dal governo), sia per il carattere laico (mal visto dal Adhaalath Party) del governo. Inoltre nel 2010 tutti i ministri si dimisero e vi furono numerosi arresti di parlamentari accusati di corruzione, oltre a varie contestazioni che furono stigmatizzate come derivanti dalle macchinazioni del passato regime. Da allora Mohamed Nasheed guida un monocolore del partito democratico, che è quello di maggioranza relativa con circa il 30% dei voti (35,3% alle politiche del 2009).
Uno dei successi del primo governo democratico delle isole è stata la trasformazione dell'economia maldiviana nella prima economia verde del mondo, ovvero in un'economia indipendente da tutte le fonti d'energia fossili, e basata soprattutto sul vento, il sole e piccole quantità di biodiesel autoprodotto o importato; questo dipende anche dal fatto che le Maldive sono lo Stato a maggior rischio in caso di riscaldamento globale e conseguente aumento del livello del mare. Notevoli sono state anche le politiche di difesa dell'ambiente e della biodiversità della barriera corallina, unite al blocco di diversi progetti di speculazione edilizia, anche se quest'ultimo punto, in un paese che vive di turismo, ha provocato la dura opposizione di diversi esponenti della borghesia dell'arcipelago (e di grandi compagnie internazionali) molto interessati a costruire grandi alberghi senza regole stringenti a difesa delle coste. Nel 2012, in vista anche di alcune possibili riforme costituzionali che avrebbero abolito la preminenza assoluta della religione islamica nella costituzione maldiviana, liberalizzato alcune professioni e consentito l'apertura di centro di massaggio anche al di fuori dei grandi alberghi, si ebbe un duro scontro politico tra il governo e Mohamed Abdulla, capo della suprema corte, che si risolse con l'incarcerazione di quest'ultimo con l'accusa di corruzione. L'opposizione sostenne che l'accusa di corruzione era stata artefatta per rimuovere uno scomodo sostenitore del carattere islamico della costituzione.
In conseguenza di questo fatto i sostenitori del passato regime, le forze di polizia, e i movimenti islamici hanno eseguito un colpo di Stato (7-9 febbraio 2012), preceduto da piccole manifestazioni e scontri di piazza (1-7 febbraio 2012), che ha provocato il ferimento di diversi deputati, l'arresto, la scarcerazione e le dimissioni del presidente Nasheed. Le piccole forze militari dell'arcipelago si sono dichiarate invece favorevoli al governo, mentre alcuni esponenti politici sono andati in esilio volontario in Sri Lanka o hanno chiesto l'aiuto della comunità internazionale. Gli USA hanno tuttavia riconosciuto il governo golpista l'11 febbraio 2012. A capo del governo vi è Mohamed Waheed Hassan Manik, ex vice presidente, ex importante burocrate delle Nazioni Unite, ex membro del partito democratico che aveva abbandonato nel decennio precedente, anche dopo un duro scontro per la leadership con Nasheed per fondare il Gaumee Itthihaad (partito d'unità nazionale, centro). Malgrado il Gaumee Itthihaad non sia più al governo dal 2010, era rimasto comunque vice presidente in carica fino al colpo di Stato, quando giurò subito dopo che le forze di polizia avevano costretto con la minaccia delle armi (anche verso alcuni collaboratori) Nasheed a firmare le proprie dimissioni.

## Geografia

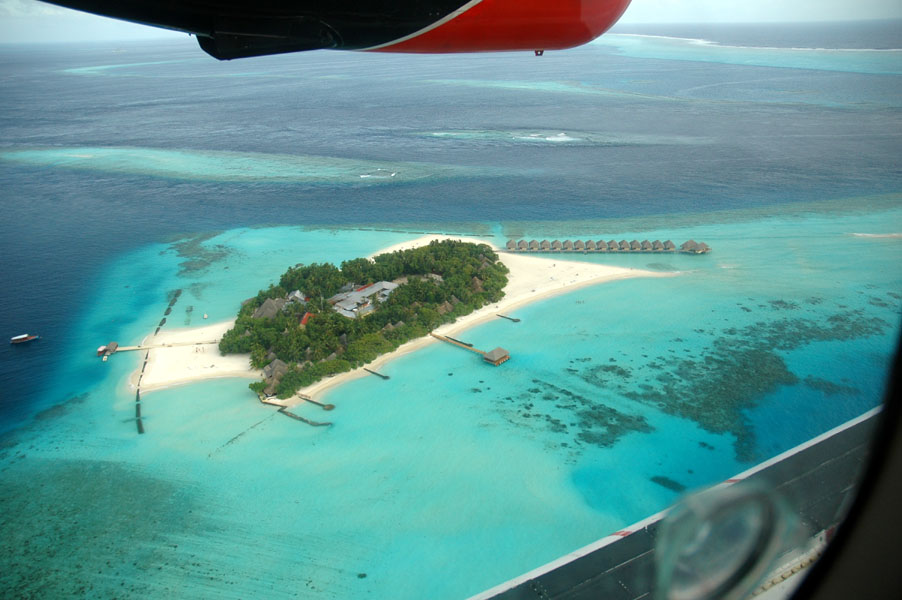
L'isola di Moofushi, ripresa da un idrovolante, ospita un tipico resort turistico maldiviano. Si notino: le barriere coralline che circondano l'isola (appaiono come rocce sottomarine nella laguna turchese); la laguna turchese racchiusa dalle barriere; i muretti artificiali costruiti per preservare la spiaggia dall'erosione stagionale; due pontili d'attracco posti in punti dove l'acqua è più profonda (si osservi, di fronte al pontile in basso a destra, la spaccata nei coralli operata per permettere alle barche di raggiungere il pontile); a destra dell'isola, le palafitte (comunemente definite overwater) costruite nella laguna; una pass oceanica chiaramente identificabile oltre l'isola come un canale blu; la barriera dell'atollo, visibile nell'estremo angolo in alto a destra (al di là è l'Oceano Indiano aperto).

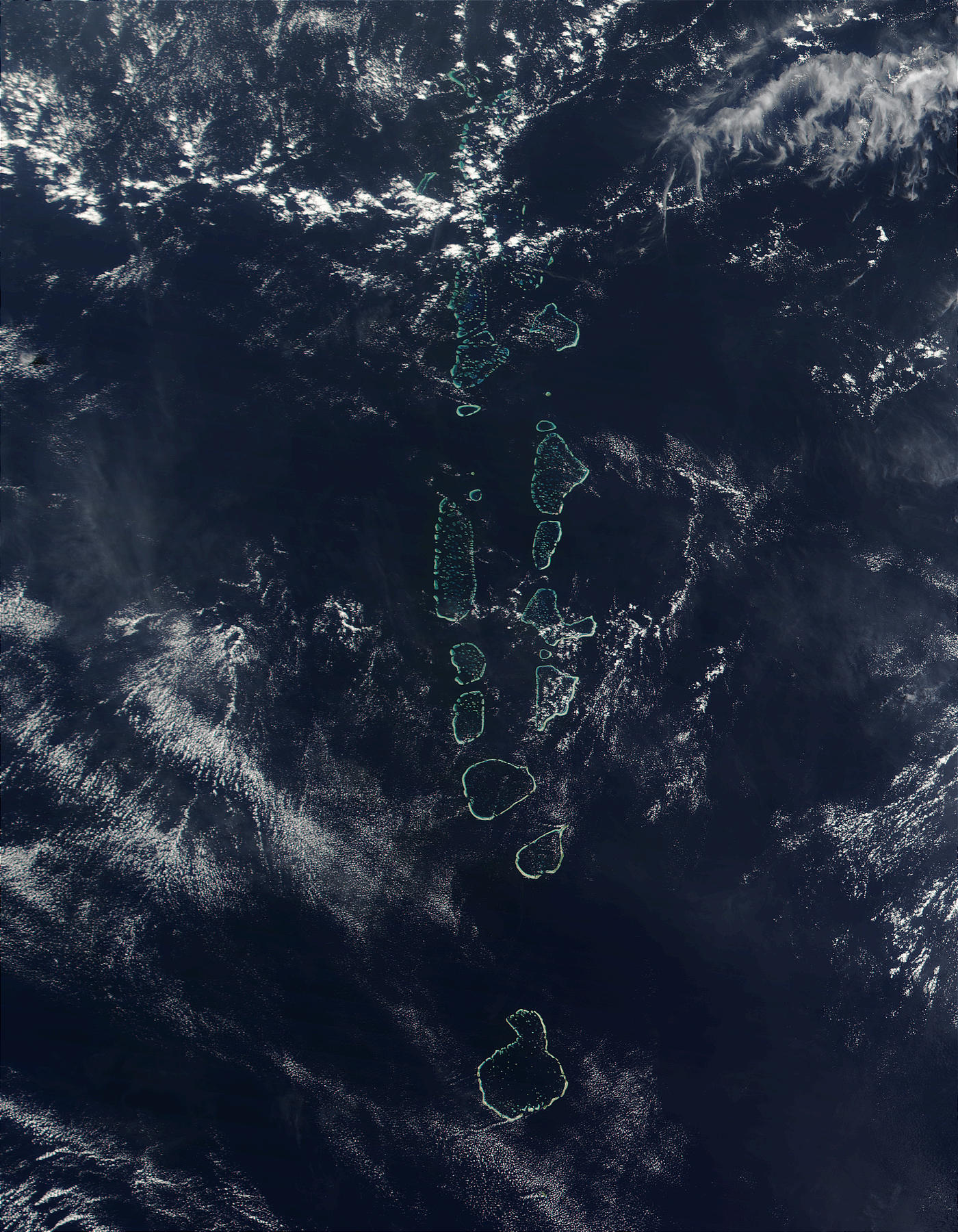
L'arcipelago maldiviano visto da satellite; si notino gli atolli chiaramente delimitati dalle barriere coralline

L'arcipelago dista 735 km dallo Sri Lanka ed è orientato in direzione nord-sud, estendendosi per 754 km in lunghezza e 188 in larghezza. È posizionato in buona parte prossimo all'Equatore (Malé è in una zona "di confine" comunque ancora vicina alla linea immaginaria equatoriale) e la parte estrema meridionale ne è a cavallo; fra 7°6'N e 0°41'S e fra 72°31'E e 73° 48'E.

### Morfologia

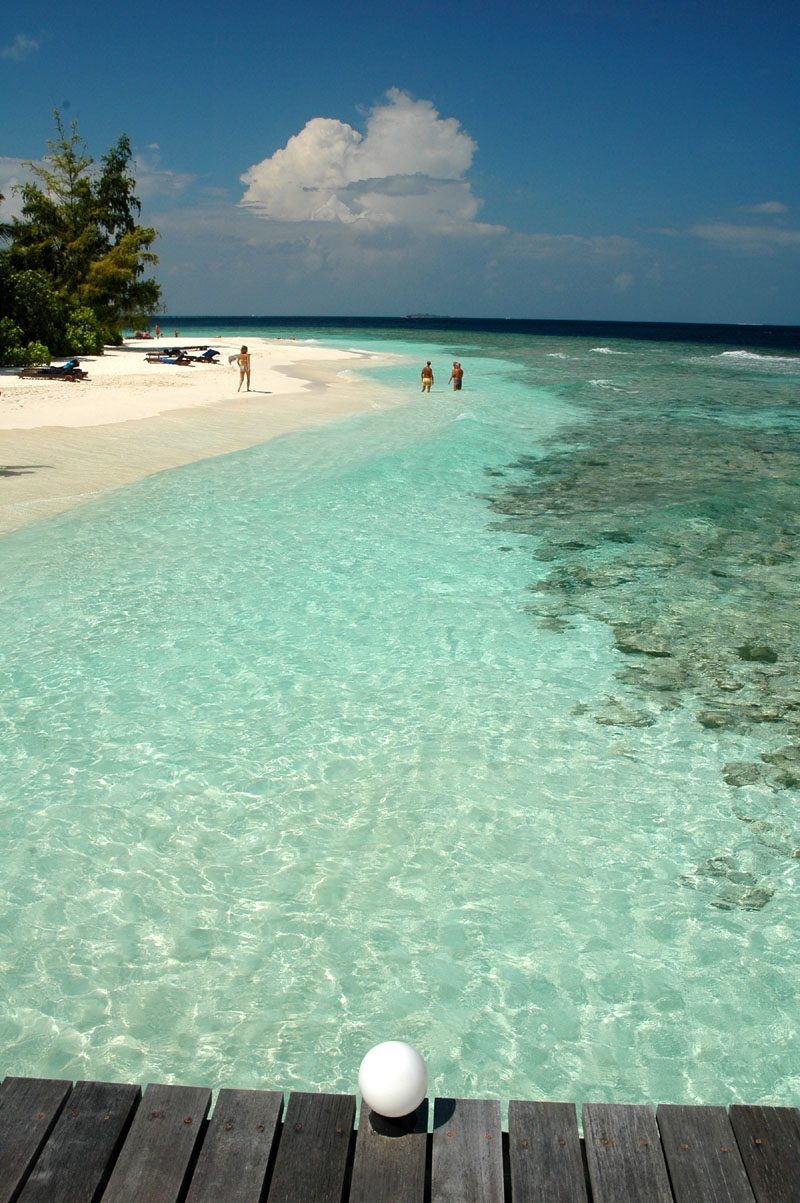
L'isola-resort di Bathala, ripresa da un pontile. A destra della spiaggia è chiaramente visibile la barriera corallina, in questo caso vicinissima alla battigia.

Compongono l'arcipelago 1 192 isole coralline poggiate su basamenti di roccia calcarea e corallina, formatasi con evoluzioni periodiche e caratterizzata da molteplici strati di calcare e coralli formatisi con le numerose variazioni di livello delle acque a iniziare da circa 60 milioni di anni fa, a seguito dell'emersione d'imponenti montagne dal fondo dell'Oceano Indiano. Gli atolli dell'arcipelago maldiviano sono in effetti tra le tracce più evidenti dell'attività vulcanica del punto caldo di Riunione, un punto caldo attualmente situato sotto l'isola di Riunione, nell'arcipelago delle isole Mascarene.

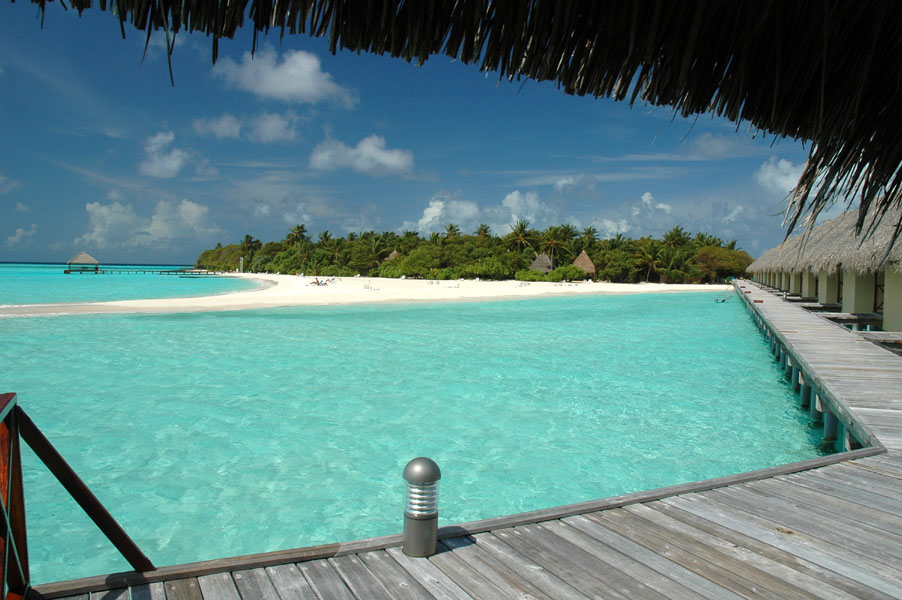
Un'altra immagine di Moofushi; le isole maldiviane hanno spesso dimensioni minime (200-300 metri di diametro)

Gli atolli naturali sono 26, ognuno è formato da diverse centinaia di isole, di cui solo alcune abitate. Nell'intero arcipelago, le isole abitate sono circa 200, mentre poco più di 100 sono adibite a villaggi turistici; le rimanenti sono deserte e talvolta costituite solo da un banco di sabbia in emersione. L'isola più grande è Fua Mulaku, situata nell'atollo di Gnaviyani, nel sud dell'arcipelago. Le isole sono situate sia all'interno degli atolli sia lungo la barriera oceanica che delimita l'atollo separandolo dalle profonde acque oceaniche e proteggendo le acque interne dalle mareggiate. Le barriere oceaniche sono interrotte da canali detti pass (kandu in dhivehi) che permettono il ricambio delle acque interne dell'atollo, determinando però forti correnti in entrata e in uscita, specialmente durante le maree. In aggiunta a ciò, quasi tutte le isole sono circondate da una propria barriera corallina che racchiude una laguna.
Le isole sono formate da una base di sabbia bianca risultante dall'erosione delle barriere coralline per opera del mare, ma anche di alcune specie ittiche (come il pesce pappagallo o il pesce balestra titano) che mangiano il corallo per restituirlo sotto forma di sabbia insieme con le feci; l'elevazione massima è di 2 m s.l.m., non vi sono sorgenti d'acqua dolce e solo nelle isole di dimensioni maggiori è possibile scavare pozzi per raccogliere l'acqua filtrata dagli strati di sabbia. Nell'isola di Fua Mulaku si trovano laghi di acqua dolce.

### Clima
Il clima delle Maldive è di carattere monsonico. Il monsone secco s'instaura da dicembre ad aprile ed è caratterizzato da piogge deboli e poco frequenti; il cielo risalta nel suo azzurro intenso più facilmente. Il monsone umido, da maggio a novembre, porta piogge torrenziali più frequenti che possono durare alcune ore e talvolta giorni interi; il cielo risulta più spesso velato o soggetto a passaggi nuvolosi. Il vento è generalmente a regime di brezza debole (5-10 nodi), ma può divenire moderato (15-20 nodi) anche per giorni o settimane, specialmente nei periodi di cambio del monsone; raramente i picchi superano i 40-50 nodi e il più delle volte ciò avviene prima di una breve pioggia torrenziale. Poiché sono situate nella fascia tropicale equatoriale, le Maldive normalmente non sono soggette agli uragani.

#### Temperatura e precipitazioni

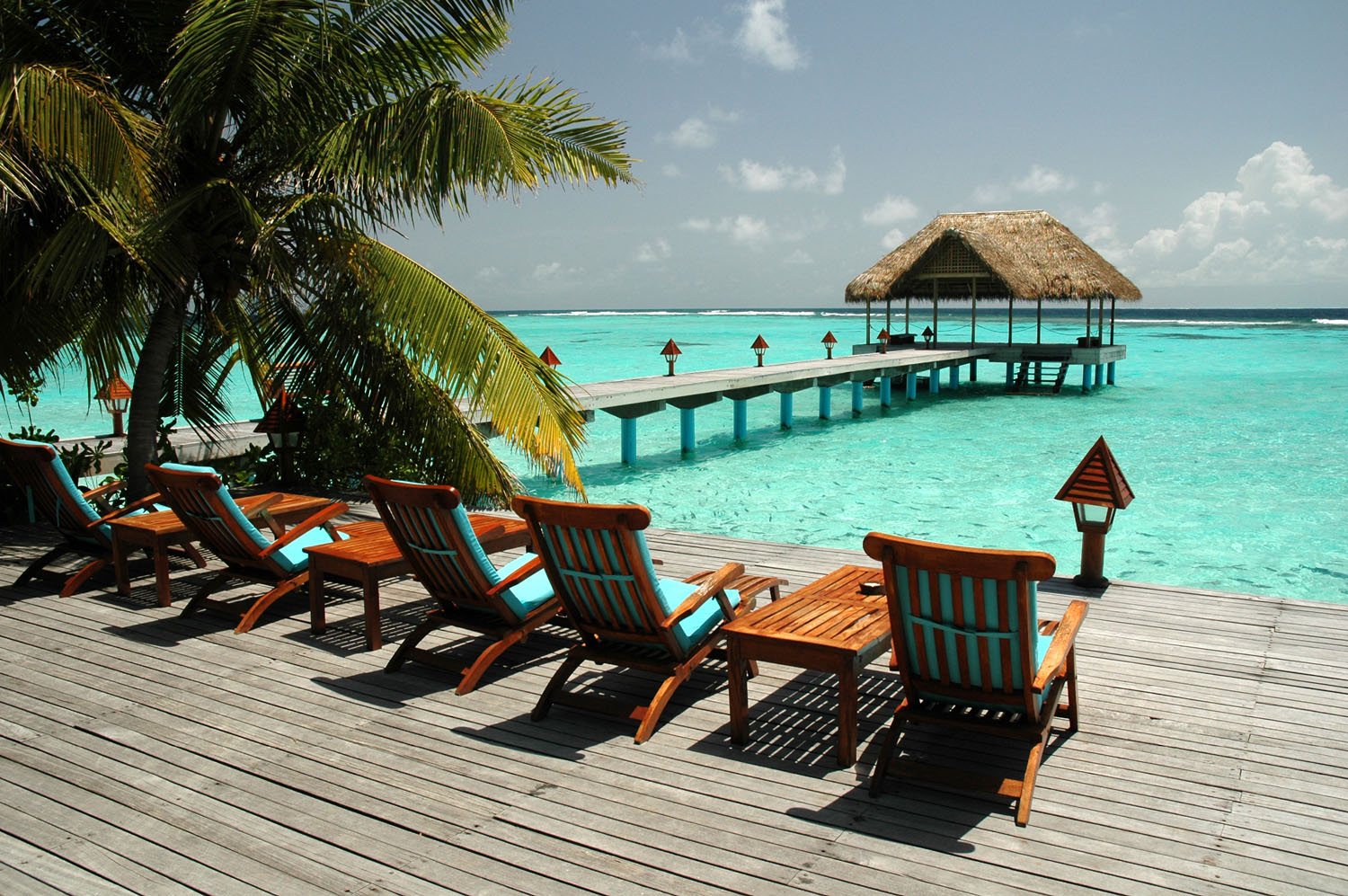
Un pontile dell'isola-resort di Madoogali ripreso dalla terrazza del bar; le lagune maldiviane sono famose per il colore turchese quasi fosforescente che assumono nelle ore centrali della giornata

Le temperature medie oscillano tra i 26 °C (min) e i 31 °C (max) tutto l'anno nelle zone intermedie tra il Nord e il Sud dell'arcipelago, con ovunque escursioni termiche giornaliere e notturne molto contenute; la minima temperatura mai registrata fu di 17,2 °C (probabilmente molto vicina alla minima assoluta che si sarebbe mai potuta registrare all'interno dell'intera area dell'arcipelago) l'11 aprile 1978, mentre una famosa alta, 36,8 °C, fu raggiunta il 19 maggio 1991.
Ma è accertato sia stata superata in qualche altra occasione, però dove non fossero presenti rilevatori sufficientemente attendibili per divulgare un dato preciso, il tutto per deduzione (vi sono stati sprazzi veramente molto caldi e afosi, e ci sono periodicamente, comunque tutt'altro che di frequente). Il mese più caldo è aprile, anche se i più secchi e soleggiati risultano febbraio e marzo; inoltre la costante presenza della brezza monsonica riesce ad attenuare la sensazione (senza eliminarla) di calore e di afa, rendendo il clima, al di fuori dei periodi piovosi, sicuramente apprezzabile o tollerabile nonostante l'umidità relativa media decisamente elevata (però costante nel corso della giornata, quindi attorno al 75%-80% tanto di giorno quanto di notte).
La temperatura dell'acqua oscilla fra i 28-29 °C delle acque extralagunari e i 30-32 °C delle lagune; inoltre all'interno degli atolli il termoclino è pressoché nullo. Le massime precipitazioni si verificano nei mesi fra maggio e dicembre (200–250 mm/mese), mentre in febbraio e marzo sono molto ridotte (50–80 mm/mese); gennaio e aprile sono mesi di transizione, con precipitazioni che variano di anno in anno (intorno ai 160 mm/mese). In corrispondenza del cambio del monsone (metà maggio e fine novembre) si producono spesso violenti acquazzoni o temporali, con venti intensi costanti o a raffica che possono durare diversi giorni.

#### Gli effetti del Niño nel 1998
Nel 1998 le Maldive furono colpite dagli effetti devastanti del Niño, cominciato già l'anno precedente, e d'intensità mai registrata a memoria d'uomo. L'acqua all'interno dell'atollo raggiunse temperature di 4-5 °C superiori alla media, determinando lo sbiancamento dei coralli e la successiva morte di oltre il 90% del genere Acropora. Ancor oggi le barriere coralline maldiviane non si sono riprese completamente e anzi molte risultano ancora completamente spoglie; tuttavia alcune isole (ad esempio Kandholhudhoo, nell'atollo di Ari) hanno recuperato egregiamente e molte specie di coralli ramificati sono tornate a sfoggiare una straordinaria varietà di colori.

## Popolazione
La popolazione nel 2022 è pari a 515 132 abitanti così distribuiti:
- 0-14 anni: 28%
- 15-64 anni: 68%
- oltre i 65 anni: 5%

L'età media è pari a 18 anni e la popolazione ha un tasso di crescita pari al 1,5%.
L'indice di mascolinità è di 104 uomini per 100 donne, ed il 26% della popolazione è composta da immigrati.
L'aspettativa di vita è cresciuta negli ultimi anni in seguito al miglioramento delle condizioni di vita della popolazione e attualmente è pari a 64,06 anni (62,76 per gli uomini e 65,42 per le donne)

### Etnie
La popolazione maldiviana è ritenuta di origine indiana o araba, in seguito mescolatasi con ondate migratorie provenienti dall'Africa del Nord e dallo Sri Lanka.
L'unica minoranza etnica è costituita da un gruppo di commercianti indiani insediatisi a Male nei primi anni del XIX secolo; essa è composta da alcune centinaia di individui che costituiscono anche l'unica minoranza religiosa, essendo di fede sciita.
Negli ultimi anni si è verificata una notevole immigrazione dallo Sri Lanka, dall'India e dal Bangladesh a scopo d'impiego presso i villaggi turistici.

## Ordinamento dello Stato

### Suddivisioni amministrative
A scopo amministrativo i 26 atolli naturali sono stati divisi in 19 atolli amministrativi, nominati secondo le lettere dell'alfabeto dhivehi, più la capitale Male. Ogni atollo porta anche un nome popolare; per esempio, l'atollo di Baa ha conservato anche il nome popolare di Maalhosmadulu.
L'amministrazione locale è affidata al Ministero dell'amministrazione degli Atolli che ha due uffici regionali, quello settentrionale e quello meridionale. Vi sono inoltre uffici per ogni atollo e isola abitata. Ciascun atollo è amministrato da un Capo dell'Atollo (Atholhu Veriyaa) nominato dal presidente mentre l'amministrazione di ogni isola è affidata a un Capo dell'isola (Katheeb), nominato dal ministero dell'amministrazione degli atolli e direttamente dipendente dal capo dell'atollo.

## Società

### Lingua
La lingua ufficiale è il maldiviano (dhivehi), appartenente al gruppo delle lingue indoarie.
| Lettera | Abbr. | Lettera in divehi | Nome amministrativo | Divisione precedente |
| A       | HA    | ހއ                | Haa Alif            | Thiladhunmathi       |
| B       | HDh   | ހދ                | Haa Dhaalu          | Thiladhunmathi       |
| C       | Sh    | ށ                 | Shaviyani           | Miladhunmadulu       |
| D       | N     | ނ                 | Noonu               | Miladhunmadulu       |
| E       | R     | ރ                 | Raa                 | Maalhosmadulu        |
| F       | B     | ބ                 | Baa                 | Maalhosmadulu        |
| G       | Lh    | ޅ                 | Lhaviyani           | Faadhippolhu         |
| H       | K     | ކ                 | Kaafu               | Atollo Malé          |
| U       | AA    | އއ                | Alif Alif           | Atollo Ari           |
| I       | ADh   | އދ                | Alif Dhaal          | Atollo Ari           |
| J       | V     | ވ                 | Vaavu               | Felidhu              |
| K       | M     | މ                 | Meemu               | Mulaku               |
| L       | F     | ފ                 | Faafu               | Nilandhé             |
| M       | Dh    | ދ                 | Dhaalu              | Nilandhé             |
| N       | Th    | ތ                 | Thaa                | Kolhumadulu          |
| O       | L     | ލ                 | Laamu               | Haddhunmathi         |
| P       | GA    | ގއ                | Gaafu Alif          | Huvadhu              |
| Q       | GDh   | ގދ                | Gaafu Dhaalu        | Huvadhu              |
| R       | Gn    | ޏ                 | Gnaviyani           | Fuvammulah           |
| S       | S     | ސ                 | Seenu               | Addu                 |

### Religione
L'unica religione praticata nelle Maldive è l'Islam sunnita, introdotto dagli arabi a partire dalla metà del XII secolo, sostituendo la precedente religione buddista. Nel paese non esiste libertà di culto, nel 2008 un emendamento costituzionale ha negato ai non musulmani di poter ottenere la cittadinanza maldiviana. Secondo la legislazione ivi vigente la conversione a un'altra religione o la rinuncia all'Islam è considerata apostasia ed è un reato capitale, sanzionabile anche con la pena di morte. Nonostante ciò la Chiesa cattolica, almeno a livello formale, considera il territorio maldiviano facente parte dell'arcidiocesi di Colombo, nello Sri Lanka, a partire dal 1886.

### Il settore primario

#### Pesca
Lo sfruttamento delle risorse marine è l'attività tradizionale della popolazione maldiviana.
L'attività principale è la pesca ma è rilevante anche lo sfruttamento dei coralli per ricavarne materiale da costruzione.
Per la pesca vengono usate le tipiche imbarcazioni a fondo piatto e costruite col legno di cocco e senza l'uso di chiodi, i cosiddetti dhoni. La pesca viene effettuata col bolentino, con le reti o al traino. Il pescato, costituito prevalentemente da tonni, squali, barracuda e marlin, viene consumato o conservato essiccato per l'esportazione.
Il governo maldiviano ha in corso da decenni un programma di sviluppo della pesca, che ha portato alla costruzione di alcune fabbriche di inscatolamento.

#### Agricoltura
L'agricoltura risente ovviamente della scarsità di terreno coltivabile; su ogni isola abitata vi sono piccole piantagioni di palme da cocco, papaya e alberi del pane. Il cocco rappresenta la risorsa agricola principale: ne vengono lavorate le fibre e se ne ricava la copra. Il valore di un'isola viene stabilito in base al numero di palme da cocco esistenti, che viene controllato rigorosamente e annualmente dal capo dell'isola. Sulle isole più grandi vi sono piantagioni di verdure e frutta, che risentono però della scarsità d'acqua e dell'elevata alcalinità del terreno. Su alcune isole sono in fase di sperimentazione colture idroponiche.

### Il settore terziario

#### Turismo
La risorsa economica principale è il turismo che costituisce circa il 20% del PIL. Gran parte delle entrate statali è costituita da imposte e tasse legate al turismo o a dazi sulle importazioni.
Le isole destinate a divenire resort turistici, con o senza animazione vengono date in concessione a società estere, spesso basate negli Emirati Arabi Uniti, che vi costruiscono il resort e lo gestiscono per un certo numero di anni, stringendo accordi commerciali con le agenzie o gli operatori turistici esteri che inviano i propri clienti. Allo scadere della concessione, l'isola e tutto ciò che vi è stato costruito ritorna in possesso del governo maldiviano che solitamente rinnova la concessione o l'affida a un'altra società.
Cittadini di tre paesi europei si dividono circa la metà dell'afflusso turistico dell'arcipelago: 19,7% Italia, 17,9% Regno Unito, 11,8% Germania, 50,5% altri.

#### Trasporti
Il principale aeroporto internazionale delle Maldive è l'Aeroporto Internazionale di Malé-Ibrahim Nasir.

### Altro
Le Maldive sono il paese non arabo con il più alto numero pro capite di foreign fighters in Siria, circa duecento su una popolazione di trecentocinquantamila abitanti.
Ai locali è vietato l'alcol, il sesso fuori dal matrimonio, il bikini (le donne nuotano vestite) e altre cose che sono però consentite ai turisti stranieri.
Un'importante risorsa tradizionale dell'economia maldiviana era, fino al XVI secolo, il commercio delle conchiglie della specie Monetaria moneta, molto apprezzate nei paesi affacciati sull'Oceano Indiano.

## Istruzione

### Università
L'Università Nazionale delle Maldive è stata istituita nel 2011.

## Politica

### Politica interna
Il Presidente, che è anche capo delle forze armate e suprema autorità religiosa, viene eletto dal Parlamento per un periodo prorogabile di 5 anni. Il Parlamento resta in carica per 5 anni ed è costituito da 50 membri, di cui due eletti da ciascuno dei 19 atolli amministrativi, due da Male e 8 designati dal presidente. Nel Paese, anche se la costituzione ne consente la formazione, per lungo tempo non sono esistiti partiti politici.
Il 2 giugno 2005 il parlamento ha votato in modo unanime una riforma politica che permette il multipartitismo. I partiti finora costituiti sono:
- Partito Democratico Maldiviano
- Partito Popolare Maldiviano
- Partito Repubblicano Maldiviano
- Partito Progressista delle Maldive

A seguito di libere elezioni, nel 2008 è stato designato presidente Mohamed Nasheed.
Nel gennaio 2012 le proteste e la sollevazione delle forze di polizia hanno portato alle dimissioni del presidente Nasheed, che ha abbandonato la carica tenendo un discorso pubblico.
Poco dopo l'annuncio, il vice di Nasheed, Mohammed Waheed Hassan, ha giurato come presidente delle Maldive, rimanendo in carica fino al novembre del 2013, data di scadenza del mandato del predecessore. Si tratta del 3º presidente delle Maldive. "Chiedo a tutti di rendere il nostro un Paese pacifico", ha detto in un messaggio trasmesso in televisione il neopresidente, ha promesso che proteggerà il suo predecessore e ha chiesto alla popolazione di fermare il caos nelle strade. Secondo quanto riferisce la sua biografia ufficiale, Hassan ha studiato alla Stanford University in California ed è stato il primo presentatore televisivo della storia delle Maldive e la prima persona a comparire in diretta quando la TV locale è andata in onda nel 1978. Negli anni novanta ha iniziato a lavorare all'UNICEF, diventando rappresentante in Afghanistan, dove ha contribuito alla ricostruzione di scuole e fornito servizi di assistenza sanitaria dopo la caduta dei talebani.

## Cultura

### Musica
Nota cantante maldiviana è Unoosha .

### Produzione letteraria
In ambito letterario, nel corso del XX secolo, si è distinto lo scrittore e saggista Husain Salahuddin.

### Ricorrenza nazionale
- 26 luglio: މިނިވަން ދުވަހެވެ :si celebra l'indipendenza dal Regno Unito, nel 1965.

## Cucina
Il pesce e il riso sono gli ingredienti principali della cucina delle Maldive, carne e pollo sono mangiati solo in occasioni particolari. Il turista, scegliendo un viaggio alle Maldive, troverà fra i piatti nazionali pesce fritto, pesce al curry e zuppa di pesce. La bevanda locale è il raa, un vino di palma dolce. Fatta eccezione per il cocco, sulle isole delle Maldive non cresce molta frutta e verdura, quindi la maggior parte è importata.